# Rivière Florian
Pour les articles homonymes, voir Florian.
La rivière Florian est un affluent du lac Bergeron (versant de la rivière aux Chutes, du réservoir Pipmuacan et de la rivière Betsiamites), coulant sur la rive Nord-Ouest du fleuve Saint-Laurent, dans le territoire non organisé Mont-Valin, dans la municipalité régionale de comté (MRC) de Le Fjord-du-Saguenay, dans la région administrative de la Saguenay-Lac-Saint-Jean, dans la Province de Québec, au Canada.
La rivière Florian coule entièrement dans la zec Onatchiway.
La vallée de la rivière Florian est desservie par la route forestière R0201 (sens Nord-Sud), surtout pour les besoins de la foresterie et des activités récréotouristiques. Quelques autres routes forestières secondaires desservent le territoire,,.
La foresterie constitue la principale activité économique du secteur ; les activités récréotouristique, en second.
La surface de la rivière Florian habituellement gelée de la fin novembre au début avril, toutefois la circulation sécuritaire sur la glace se fait généralement de la mi-décembre à la fin mars.

## Géographie
Les principaux bassins versants voisins de la rivière Florian sont :
- Côté Nord : Rivière La Maria, lac Maria-Chapdelaine, lac Rond, lac La Sorbière, rivière La Sorbie, rivière aux Chutes, réservoir Pipmuacan, rivière Betsiamites ;
- Côté Est : Lac Maria-Chapdelaine, lac Itomamo, rivière aux Sables ;
- Côté Sud : rivière aux Castors, lac Moncouche, rivière Wapishish, rivière Poulin ;
- Côté Ouest : rivière à la Hache, rivière de la Tête Blanche, lac Onatchiway, rivière Onatchiway, rivière Shipshaw[2].

La rivière Florian prend sa source à l’embouchure du lac Florian (longueur : 2,2 km ; altitude : 650 m), en zone forestière.
À partir de l’embouchure du lac de tête, le cours de la rivière Florian coule sur 7,3 km en formant un grand U ouvert vers l’Est en contournant des montagnes, jusqu’à la rive Ouest du lac Bergeron, selon les segments suivants :
- 2,0 km vers l’Ouest puis en traversant vers le Sud le lac de la Piblanche (longueur : 0,5 km ; altitude : 609 m), jusqu’à son embouchure ;
- 2,5 km vers le Sud en traversant la partie Ouest du lac d’Un Mille (longueur : 3,5 km ; altitude : 578 m), jusqu’à son embouchure ;
- 2,8 km vers le Sud, puis vers l’Est en recueillant la décharge des lacs Perdu et Petit lac Noir, jusqu’à son embouchure[2].

L'embouchure de la rivière Florian se déverse sur la rive Ouest du lac Bergeron dans le territoire non organisé de Mont-Valin. Cette confluence de la rivière Florian située à :
- 17,8 km au Sud-Ouest du lac Itomamo ;
- 6,3 km au Sud-Ouest de la route forestière R0201 ;
- 15,5 km au Sud-Est d’une baie du lac Rouvray ;
- 36,5 km au Sud-Est de l’embouchure de la rivière aux Chutes ;
- 31,1 km au Sud-Est du barrage à l’embouchure du lac Pamouscachiou ;
- 75,0 km au Sud-Ouest de la centrale Bersimis-1 du Sud-Est du réservoir Pipmuacan ;
- 87,7 km au Sud-Ouest du centre du village de Labrieville ;
- 126,9 km à l’Ouest du centre-ville de Forestville ;
- 150,2 km au Sud-Ouest de l’embouchure de la rivière Betsiamites[2],[5].

À partir de l’embouchure de la rivière Florian, le courant coule sur 38,1 km généralement vers le Nord-Est pour aller se déverser sur la rive Sud du réservoir Pipmuacan, en traversant d'abord le lac Bergeron, en suivant le cours de la rivière François-Paradis sur 7,3 km, en traversant sur 4,0 km le lac Maria-Chapdelaine vers le Nord-Ouest, en empruntant le cours de la rivière La Maria sur 7,4 km vers le Nord-Ouest, en traversant le lac Rond sur 3,5 km vers le Nord, suivant le cours de la rivière La Sorbie sur 2,7 km, traversant le lac La Sorbière sur 9,7 km et finalement suivant le cours de la rivière aux Chutes sur 6,4 km.

## Toponymie
Le terme « Florian » constitue un prénom d’origine française.
Le toponyme a été officialisé le 7 octobre 1994 à la Banque des noms de lieux de la Commission de toponymie du Québec.